# Euryganeia
Euryganeia (altgriechisch Εὐρυγάνεια Eurygáneia) oder Eurygane (Εὐρυγάνη Eurygánē) ist in der griechischen Mythologie die zweite Gattin des Ödipus.
Nach Pausanias wurde im Epos Oidipodeia berichtet, dass Oidipus nach dem Suizid seiner Gattin und Mutter Iokaste die Tochter des Hyperphas Euryganeia geheiratet und mit ihr die Kinder Eteokles, Polyneikes, Antigone und Ismene gezeugt habe. Derselbe Mythos wird in der Bibliotheke des Apollodor und – ohne Nennung der Kindernamen – von einem Peisandros in einem Scholion zu Euripides’ Phoinissai wiedergegeben, wobei Peisandros sie als einziger Eurygane nennt. Pherekydes gibt Periphas als Namensform des Vaters der Euryganeia an.
Der Maler Onasias fertigte im 5. Jahrhundert v. Chr. im Tempel der Athene Areia in Plataiai ein Gemälde der miteinander kämpfenden Brüder Eteokles und Polyneikes, auf dem auch Euryganeia abgebildet war.

## Nachweise
1. 1 2  Pausanias 9,5,11
2. ↑  Bibliotheke des Apollodor 3,55
3. ↑  Scholion zu Euripides, Phoinissai 1760; zum Scholion Elbert L. de Kock: The Peisandros Scholium – its Sources, Unity and Relationship to Euripides’ Chrysippos. In: Acta Classica. Band 5, 1962, S. 15–36 (online (Memento des Originals vom 2. August 2019 im Internet Archive)  Info: Der Archivlink wurde automatisch eingesetzt und noch nicht geprüft. Bitte prüfe Original- und Archivlink gemäß Anleitung und entferne dann diesen Hinweis.); zur Verfasserfrage auch Rudolf Keydell: Die Dichter mit Namen Peisandros. In: Hermes. Band 70, Heft 3, 1935, S. 301–311, bes. S. 310 f.
4. ↑  Pherekydes bei Scholion zu Euripides, Phoinissai 53